# Thladiantha medogensis
Thladiantha medogensis là một loài thực vật có hoa trong họ Cucurbitaceae. Loài này được A.M. Lu & J.Q. Li miêu tả khoa học đầu tiên năm 1992.